# Milkor MGL
MGL (англ. Multiple Grenade Launcher) — ручний гранатомет, розроблений у 1981 році. Виробляється в Південно-Африканській республіці компанією Milkor (перейменована в Rippel у 2007 році).
В ЗС США використовується під назвою M32 MGL.

## Опис
Гранатомет має револьверну схему, складається з труби з руків'ям, барабанного блоку стволів, корпусу з віссю та силовою штангою, ударно-спускового механізму з пістолетним руків'ям. Перебуває на озброєнні морської піхоти США (відомий як M-32) і збройних сил ще близько 30 країн.

## Дизайн

### Робочий механізм
MGL — це низькошвидкісний 40-мм гранатомет із плечем із револьверним магазином із пружинним приводом на шість патронів, здатний приймати більшість гранат 40×46 мм. Пружинний циліндр обертається автоматично під час стрільби, але після кожного перезаряджання його необхідно повертати назад.

## Галерея

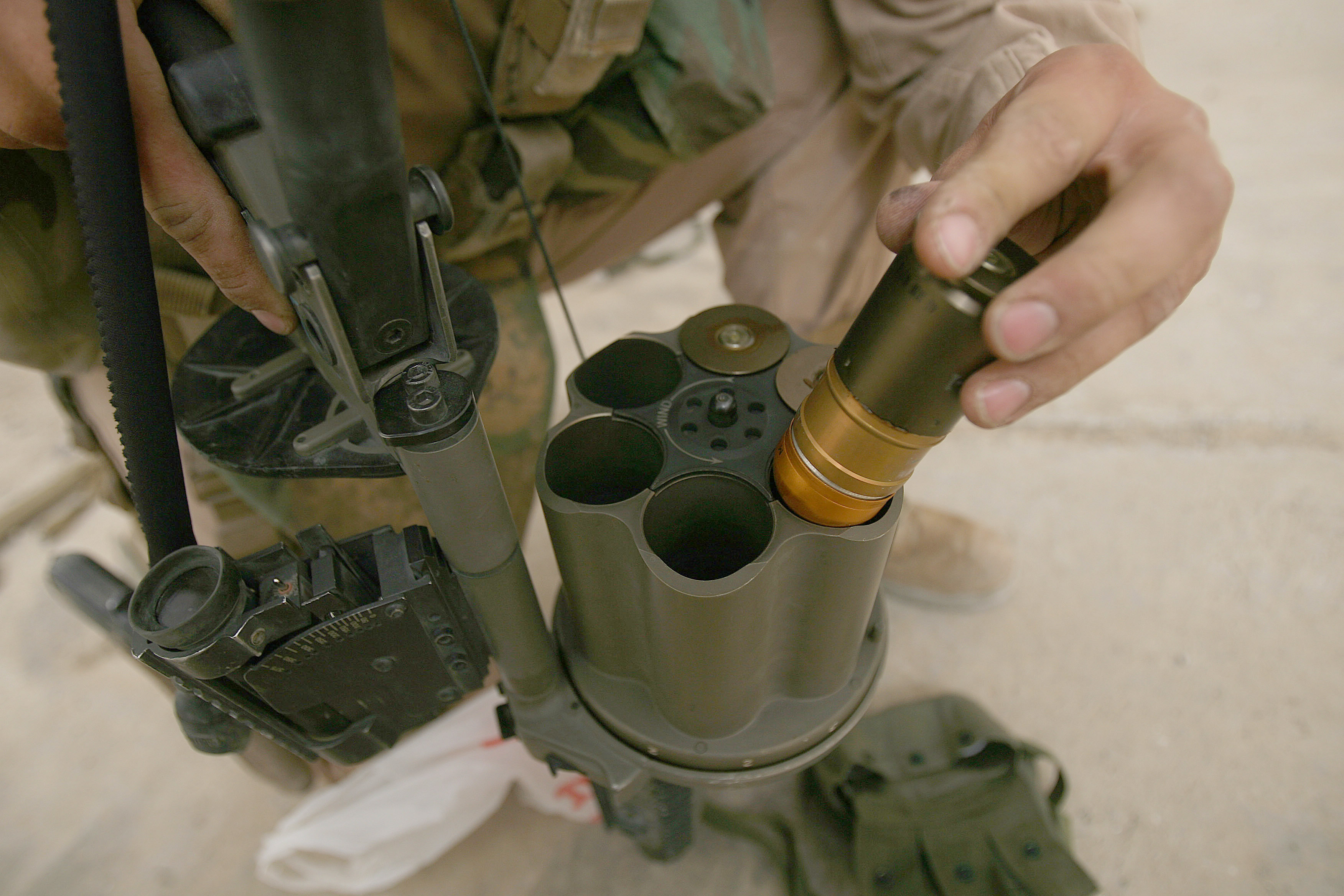
Заряджання гранатомета 40-мм гранатами

## Оператори
- Україна — невідому кількість передано під час російського вторгнення (з 2022)[2][3].